# Champsanglard
Champsanglard település Franciaországban, Creuse megyében. Lakosainak száma 255 fő (2022. január 1.). Champsanglard Anzême, Bonnat, Le Bourg-d’Hem és Jouillat községekkel határos.

## Népesség
A település népességének változása:
| Lakosok száma | 328  | 205  | 202  | 228  | 226  | 239  | 248  | 249  | 251  | 255  |
|               | 1968 | 1982 | 1990 | 2006 | 2013 | 2015 | 2017 | 2019 | 2020 | 2022 |